# Молодіжна збірна Південно-Африканської Республіки з футболу
Молодіжна збі́рна Півде́нно-Африка́нської Респу́бліки з футбо́лу — команда, яка представляє Південно-Африканську Республіку на молодіжних міжнародних турнірах і матчах з футболу. Керівна організація — Федерація футболу Південно-Африканської Республіки.

## Історія
Одна з наймолодших збірних Африки дебютний матч якої був зіграний 11 грудня 1993 року. 
На континентальному юнацькому турнірі 1997 року посіла підсумкове друге місце поступившись господарям марокканцям 0:1.

## Виступи на молодіжному ЧС
| Рік          | Результат          | МЗ                 | В                  | Н                  | П                  | ГЗ                 | ГП                 |                    |
| ------------ | ------------------ | ------------------ | ------------------ | ------------------ | ------------------ | ------------------ | ------------------ | ------------------ |
| 1977 — 1993  | Не брали участь    | Не брали участь    | Не брали участь    | Не брали участь    | Не брали участь    | Не брали участь    | Не брали участь    | Не брали участь    |
| 1995         | Не кваліфікувалась | Не кваліфікувалась | Не кваліфікувалась | Не кваліфікувалась | Не кваліфікувалась | Не кваліфікувалась | Не кваліфікувалась | Не кваліфікувалась |
| 1997         | Груповий етап      | 3                  | 0                  | 1                  | 2                  | 2                  | 6                  |                    |
| 1999 до 2007 | Не кваліфікувалась | Не кваліфікувалась | Не кваліфікувалась | Не кваліфікувалась | Не кваліфікувалась | Не кваліфікувалась | Не кваліфікувалась | Не кваліфікувалась |
| 2009         | 1/8 фіналу         | 4                  | 1                  | 1                  | 2                  | 5                  | 8                  |                    |
| 2011         | Не кваліфікувалась | -                  | -                  | -                  | -                  | -                  | -                  |                    |
| 2013         | Не кваліфікувалась | -                  | -                  | -                  | -                  | -                  | -                  |                    |
| 2015         | Не кваліфікувалась | -                  | -                  | -                  | -                  | -                  | -                  |                    |
| 2017         | Груповий етап      | 3                  | 0                  | 1                  | 2                  | 1                  | 4                  |                    |
| 2019         | Груповий етап      | 3                  | 0                  | 1                  | 2                  | 2                  | 7                  |                    |
| 2023         | Не кваліфікувалась | Не кваліфікувалась | Не кваліфікувалась | Не кваліфікувалась | Не кваліфікувалась | Не кваліфікувалась | Не кваліфікувалась | Не кваліфікувалась |
| 2025         | квал               | квал               | квал               | квал               | квал               | квал               | квал               | квал               |
| Разом        |                    | 13                 | 1                  | 4                  | 8                  | 10                 | 25                 |                    |

## Досягнення
Чемпіонат Африки
- Віце-чемпіон (1): 2009